# Reincarnation on Stage
Reincarnation on Stage – dwupłytowy, drugi album koncertowy niemieckiej grupy rockowej Eloy, wydany w 2014 roku nakładem Artist Station Records. Utwory zarejestrowano w 2012 i 2013 roku w Niemczech i Szwajcarii podczas trasy koncertowej.

## Lista utworów
Opracowano na podstawie materiału źródłowego.
CD 1
| Nr  | Tytuł utworu             | Długość |
| --- | ------------------------ | ------- |
| 1.  | „Namaste (Intro)”        | 2:49    |
| 2.  | „Child Migration”        | 5:26    |
| 3.  | „Paralyzed Civilization” | 7:56    |
| 4.  | „Mysterious Monolith”    | 6:40    |
| 5.  | „Age of Insanity”        | 7:12    |
| 6.  | „The Apocalypse”         | 11:09   |
| 7.  | „Silhouette”             | 3:58    |
| 8.  | „Poseidon’s Creation”    | 11:24   |
| 9.  | „Time to Turn”           | 4:20    |
| 10. | „The Sun-Song”           | 5:11    |
| 11. | „Horizons”               | 4:09    |
| 12. | „Illuminations”          | 6:30    |
|     |                          | 1:16:44 |

CD 2
| Nr | Tytuł utworu                                                    | Długość |
| -- | --------------------------------------------------------------- | ------- |
| 1. | „Follow the Light”                                              | 8:00    |
| 2. | „Awakening of Consciousness”                                    | 5:55    |
| 3. | „The Tides Return Forever”                                      | 7:03    |
| 4. | „Ro Setau”                                                      | 7:02    |
| 5. | „Mystery”                                                       | 8:58    |
| 6. | „Decay of Logos”                                                | 8:20    |
| 7. | „Atlantis’ Agony at June 5th 8498, 13 p.m. Gregorian Earthtime” | 7:55    |
| 8. | „The Bells Of Notre Dame”                                       | 5:49    |
| 9. | „Thoughts”                                                      | 1:40    |
|    |                                                                 | 1:00:42 |

## Twórcy
Opracowano na podstawie materiału źródłowego.
Muzycy:
- Frank Bornemann – gitara, śpiew
- Hannes Folberth – keyboard
- Michael Gerlach – keyboard
- Klaus-Peter Matziol – gitara basowa
- Bodo Schopf – perkusja, instrumenty perkusyjne

Dodatkowi muzycy:
- Steve Mann – gitara
- Alexandra Seubert – śpiew, wokal wspierający
- Tina Lux – wokal wspierający
- Anke Renner – wokal wspierający

Produkcja:
- Frank Bornemann – produkcja muzyczna
- Michael Narten – oprawa graficzna